# 4D-Druck

4D gedrucktes Objekt verformt sich beim Kontakt mit Wasser

Der 4D-Druck (auch 4-D-Druck) ist wie der 3D-Druck ein Verfahren, bei dem das Material Schicht für Schicht aufgetragen wird und so dreidimensionale Gegenstände (Werkstücke) erzeugt werden, aber dabei auch noch die vierte Dimension, die Zeit, für fertige Werkstücke berücksichtigt wird. Dadurch können sich die Gegenstände unter einem bestimmten sensorischen Auslöser wie zum Beispiel bei dem Kontakt mit Wasser, Wärme, Vibration oder Schall bewegen und/oder verändern (intelligenter Werkstoff). Der 4D-Druck befindet sich in einem frühen Entwicklungsstadium und verbindet mehrere Wissenschaften wie Bioengineering, Materialwissenschaft und Werkstofftechnik, Chemie und Informatik und Ingenieurwissenschaften.

## Hypothetische Anwendungsbereiche
Die möglicherweise denkbaren Anwendungsbereiche sind:
- Haus und Garten (z. B. automatischer Aufbau von Möbeln, sich anpassendes Rasenfeld)[3][4]
- Gebäudesicherheit, Architektur, Umweltschutz und Energietechnik (z. B. selbstregenerierendere Rohre)[3]
- Bekleidungs- und Textilindustrie (z. B. für die Anpassung an das Wetter)[5]
- Luft- und Raumfahrttechnik, Transport und Verkehrstechnik (z. B. Anpassung des Materials nach Umweltbedingungen, formverändernder Raumanzug, selbstaufbauende Schranken)[6][7]
- Medizintechnik und Biologie (z. B. mitwachsende Implantate, aufschrumpfbare Freihand-Türöffner, Bioprinter)[3][8]
- Aktorik (z. B. formvariable Greifer)[9]

## Vor- und Nachteile
Durch den Einsatz von 4D-Druck-Verfahren lassen sich Gegenstände platzsparender und kostengünstiger transportieren. Außerdem lässt sich im Gegensatz zum 3D-Druck auch noch eine sensorische ausgelöste Bewegung oder Verformung hervorrufen, was die Objekte zu intelligenten Werkstoffen werden lässt.
Die Technologie befindet sich in einem frühen Entwicklungsstadium, in dem noch viele Fragen offen bleiben. Für einige Anwendungen sind zudem andere sensorische Systeme zur Zeit sinnvoller oder zumindest kostengünstiger.